# Halton—Wentworth
Pour les articles homonymes, voir Halton et Wentworth.
Circonscription électorale fédérale du Canada
Halton—Wentworth fut une circonscription électorale fédérale de l'Ontario, représentée de 1968 à 1979.
La circonscription de Halton—Wentworth a été créée en 1966 avec des parties des circonscriptions d'Halton et de Wentworth. Abolie en 1976, elle fut redistribuée parmi Burlington, Guelph, Halton et Hamilton—Wentworth.

## Géographie
En 1966, la circonscription d'Halton—Wentworth comprenait:
- Une partie du comté d'Halton
  - La ville de Burlington dans le canton de Nassagaweya

- Une partie du comté de Wentworth
  - Les villes de Burlington et de Dundas
  - Les cantons d'East Flamborough et de West Flamborough

## Députés
| Législature                                                         | Années                                        | Député                                        | Député                                        | Parti                                         |
| Halton—Wentworth issue de Halton et Wentworth                       | Halton—Wentworth issue de Halton et Wentworth | Halton—Wentworth issue de Halton et Wentworth | Halton—Wentworth issue de Halton et Wentworth | Halton—Wentworth issue de Halton et Wentworth |
| ------------------------------------------------------------------- | --------------------------------------------- | --------------------------------------------- | --------------------------------------------- | --------------------------------------------- |
| 28e                                                                 | 1968–1972                                     |                                               | John B. Morison                               | Libéral                                       |
| 29e                                                                 | 1972–1972                                     |                                               | Bill Kempling                                 | Progressiste-conservateur                     |
| 30e                                                                 | 1974–1979                                     |                                               | Bill Kempling                                 | Progressiste-conservateur                     |
| Redistribuée parmi Burlington, Guelph, Halton et Hamilton—Wentworth |                                               |                                               |                                               |                                               |